# Hummelsbach (Naturschutzgebiet)
Das Naturschutzgebiet Hummelsbach liegt auf dem Gebiet der Stadt Ratingen im Kreis Mettmann in Nordrhein-Westfalen.
Das 13 ha große Gebiet mit der Kennung ME-007 liegt nördlich der Kernstadt von Ratingen, südlich des Autobahnkreuzes Breitscheid und berührt an seiner Nordostseite die A3. Südwestlich grenzt unmittelbar das 12 ha große Naturschutzgebiet Ratinger Waldsee (Kennung ME-024) an.

## Beschreibung
Der Hummelsbach durchfließt das Naturschutzgebiet von Nordost nach Südwest und erhält im Gebiet Zulauf der beiden Bäche Sondertbach und Kokesch Bach.
Laut Fachinformationssystem des Landesamtes für Natur, Umwelt und Verbraucherschutz in NRW ist der Hummelsbach

„ein strukturreicher naturnaher Sandbach mit Flach- und Steilufern sowie Sturzbäumen. Der Bachlaufabschnitt ist jedoch auf den ersten 300 m westlich der A3 durch Tiefenerosion stark beeinträchtigt. Im NSG dominiert ein Erlen-Feuchtwald, der jedoch in der Krautschicht von Brombeere geprägt wird. Entlang des naturnahen Hummelbaches stockt ein in Teilen noch gut entwickelter Erlenauenwald. Im Nordteil befinden sich Feuchtbracherestflächen mit Waldsimse und Rohrglanzgras. Am Südrand ist ein Magerweidenkomplex in das NSG einbezogen, der von Pferden beweidet wird. Regional bedeutsam aufgrund eines naturnahen Sandbachabschnittes mit begleitendem Erlenauenwald. Wertgebend sind noch die Feuchtbrache- und Magergrünlandflächen. Biotopverbundelement zwischen dem Bergischen Land und der Rheinaue. Erhaltung und Entwicklung eines naturnahen Bachlaufes mit begleitenden Erlenauenwäldern durch Rückhaltung der Oberflächenwässer der angrenzenden Autobahn A3, durch Wiederherstellung des durch Tiefenerosion beeinträchtigten Bachabschnitts. Naturnahe Waldbewirtschaftung und Kontrolle des Wasserhaushaltes in den Erlenbeständen und Überlassen der Sukzession im Bereich des Erlenauenwaldes. Pflege der Feucht- und Magergrünlandbrachen durch Mahd in 3-jährigem Turnus.“

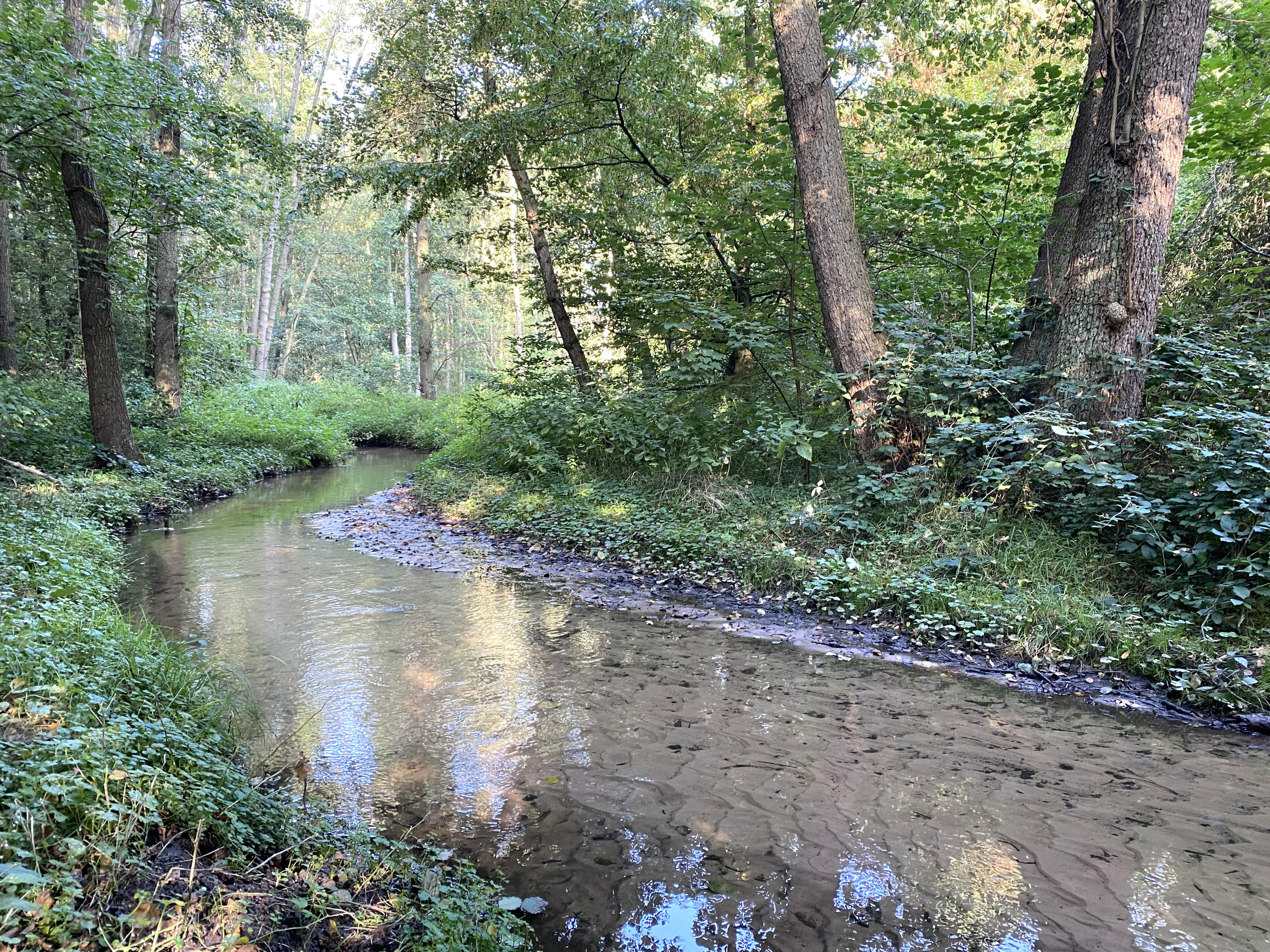
Sandiger Hummelsbach im NSG
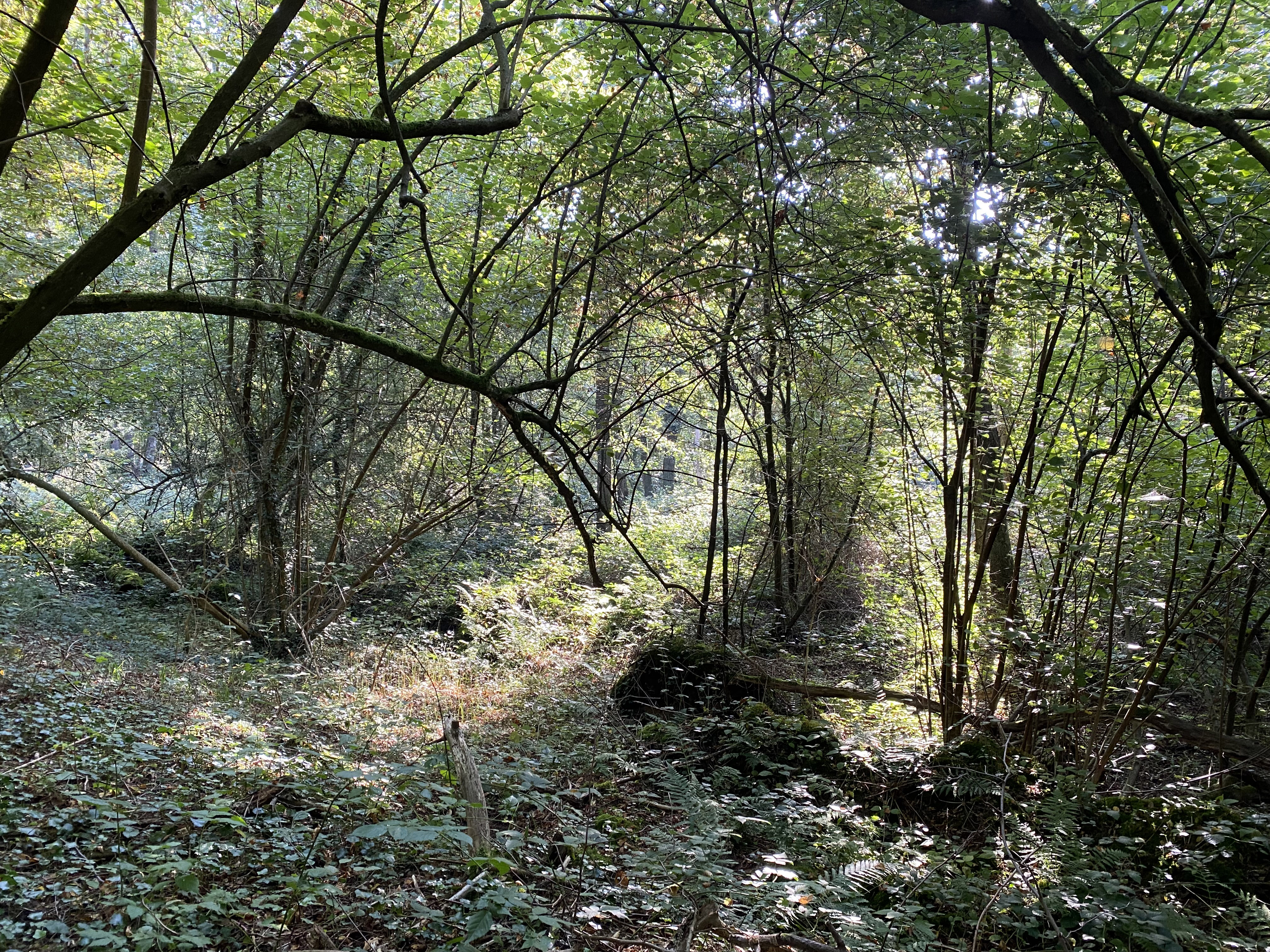
Hummelbach fließt durch Erlenbruchwald
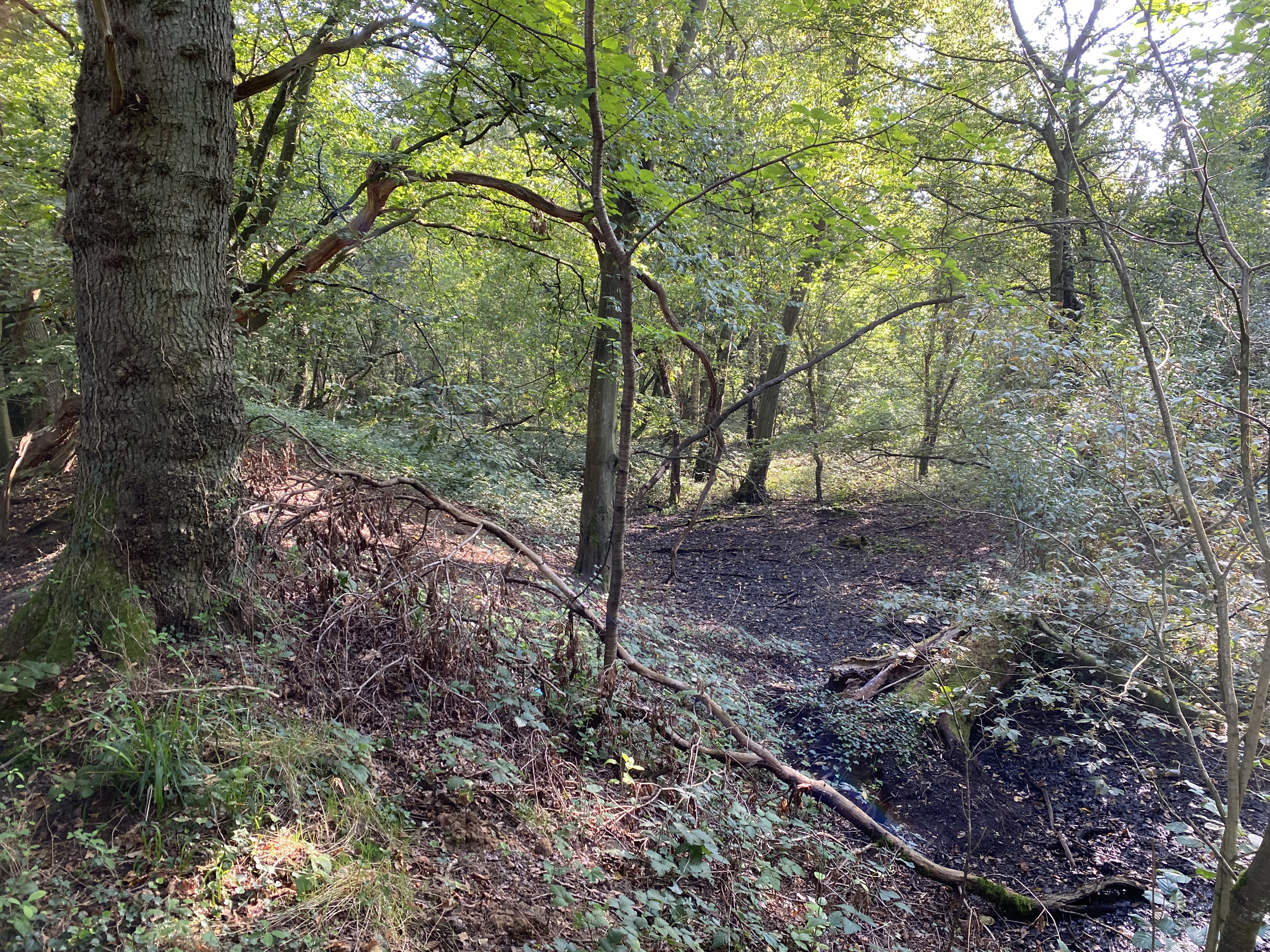
Sumpfiger Erlenauwald am Windhövel
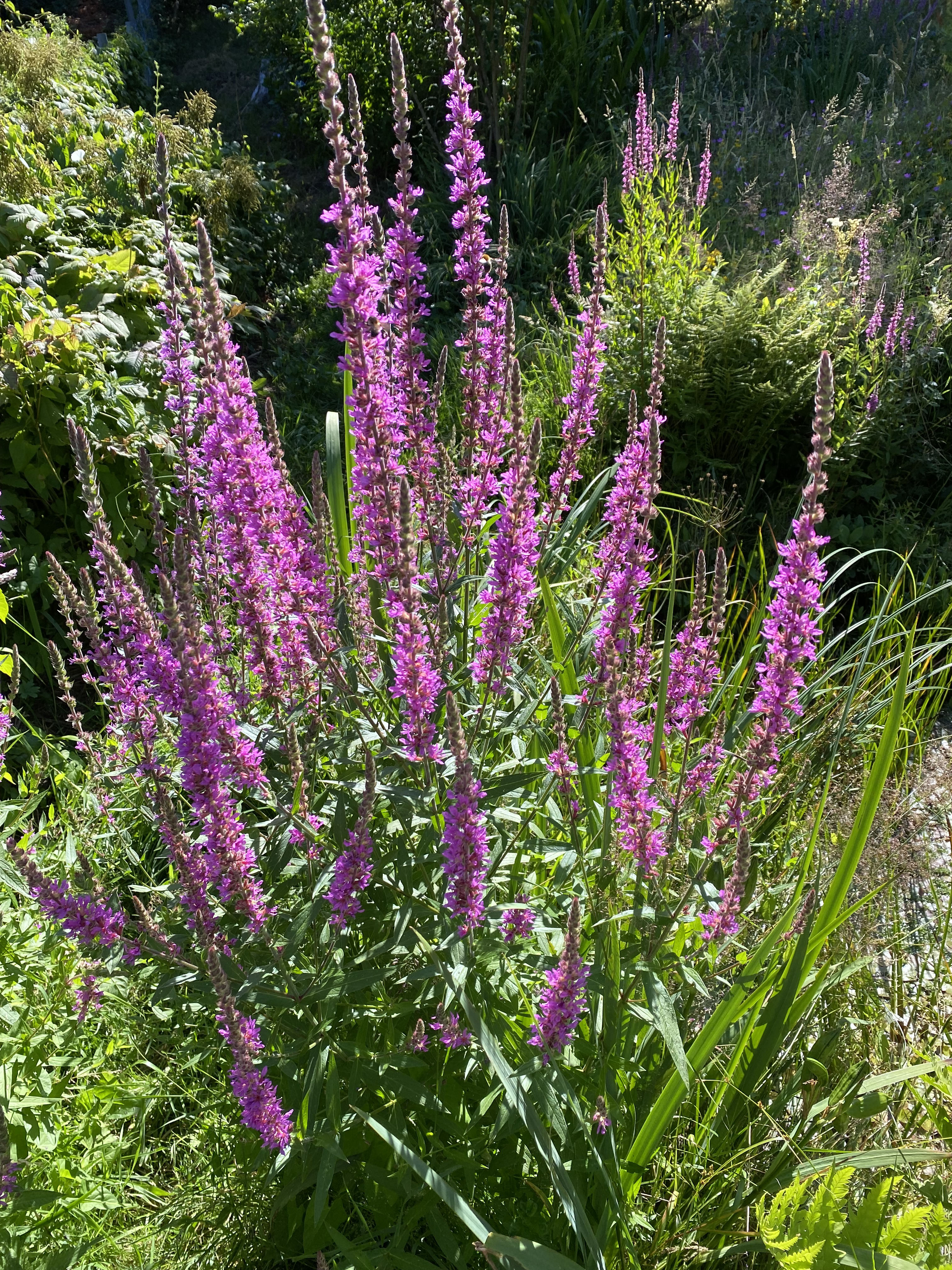
Blutweiderich
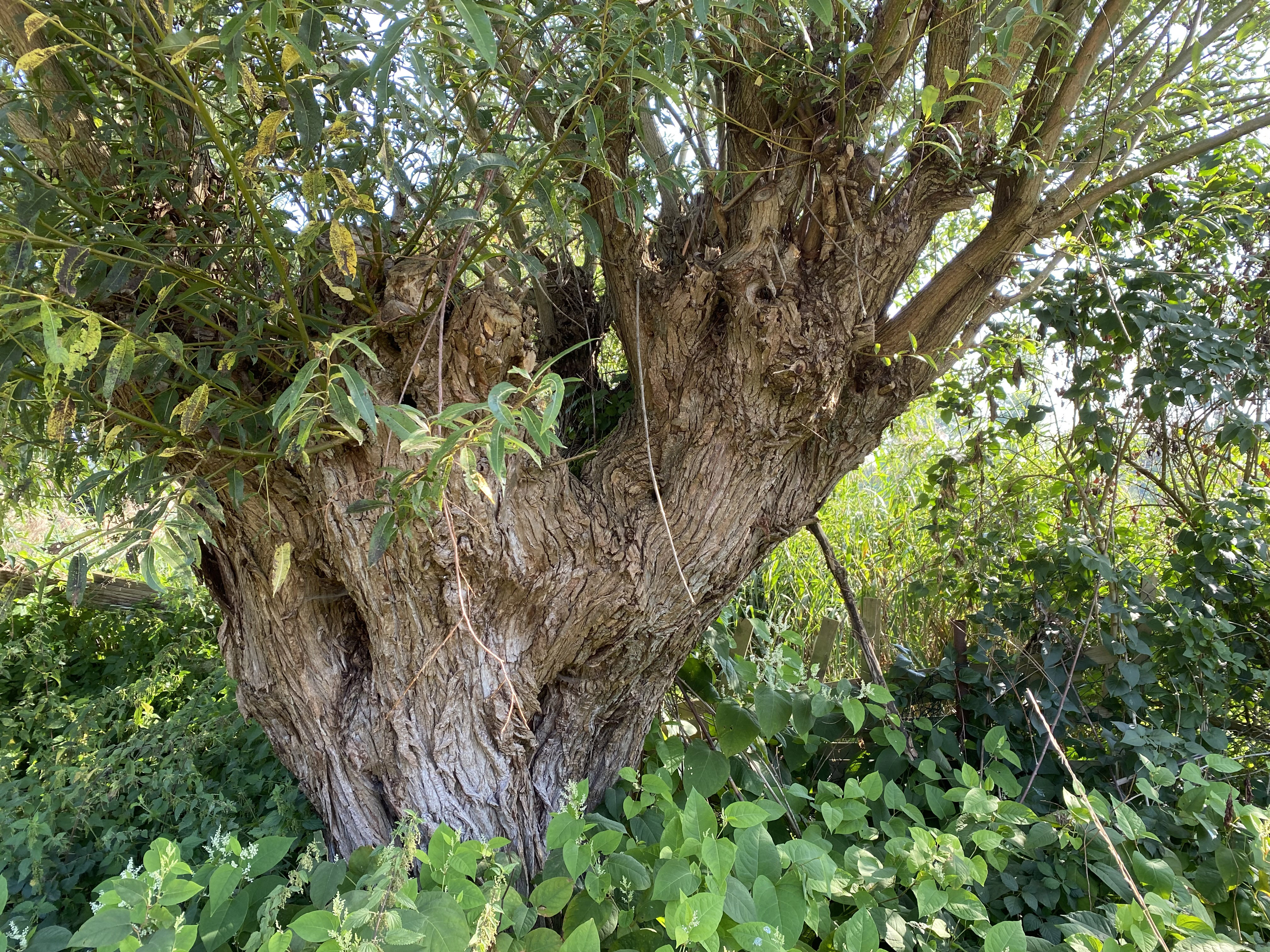
Alte Kopfweide
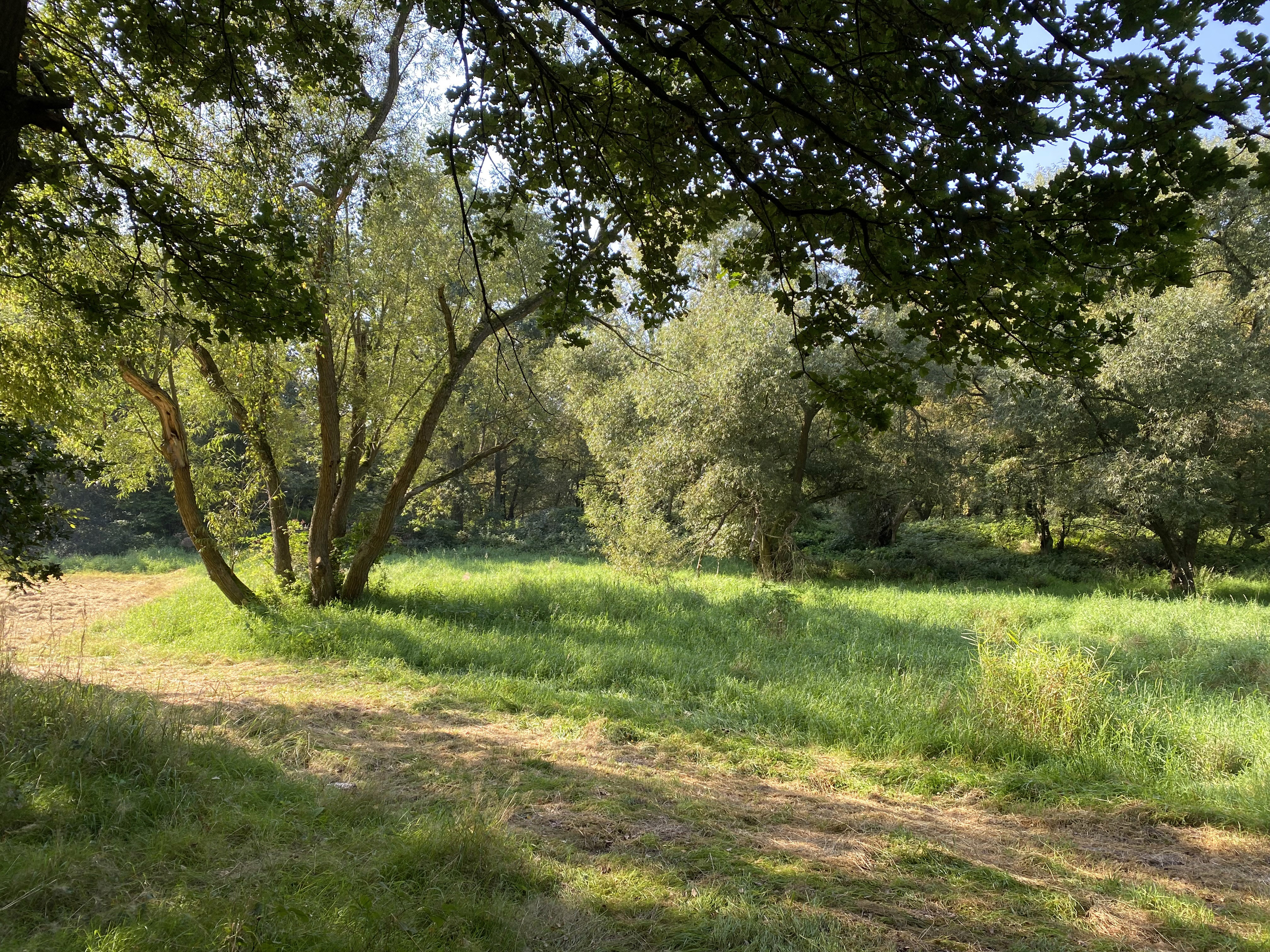
Landschaftsmosaik im Nordosten des NSG
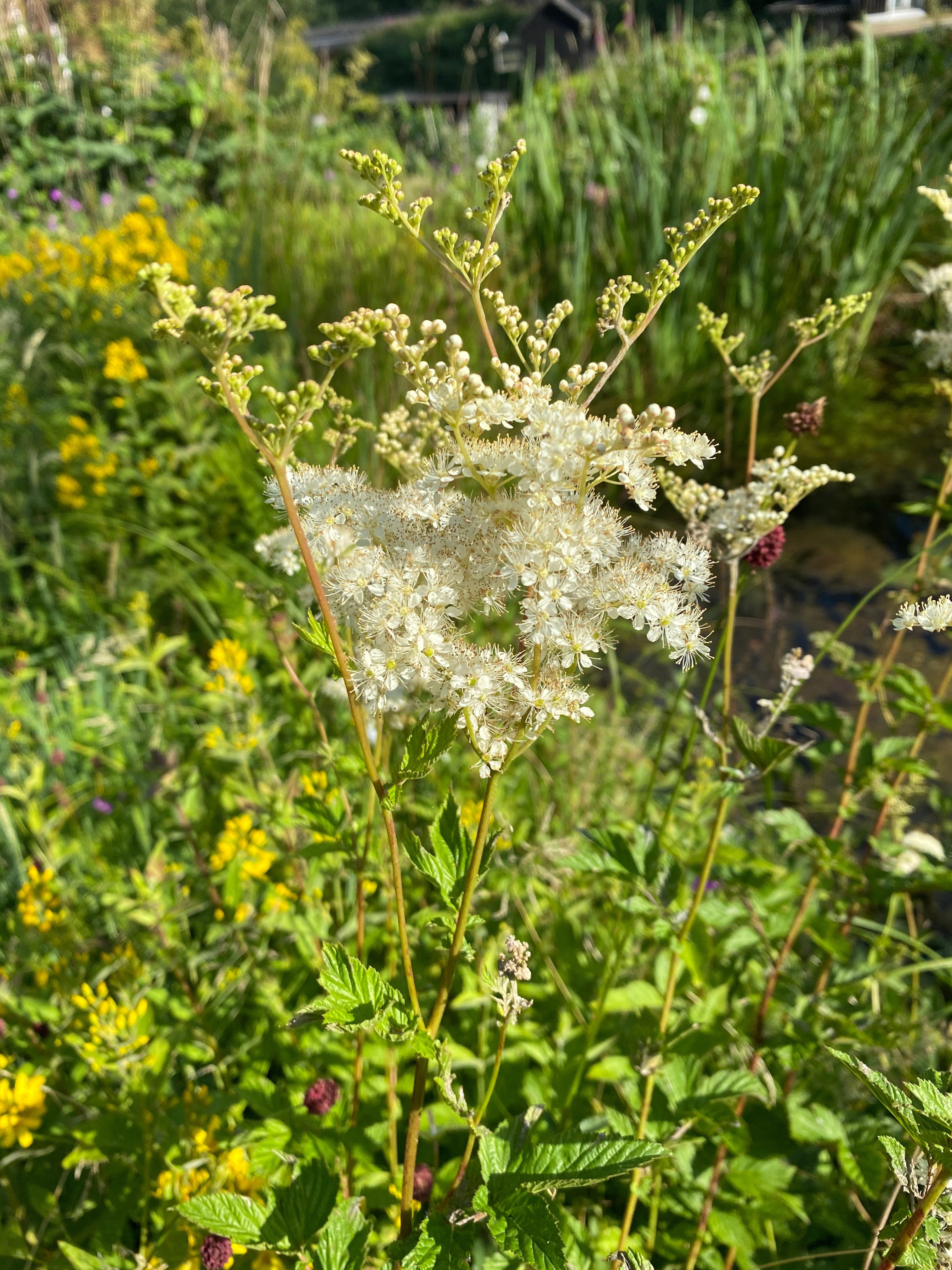
Mädesüß – Insektenmagnet am Bach
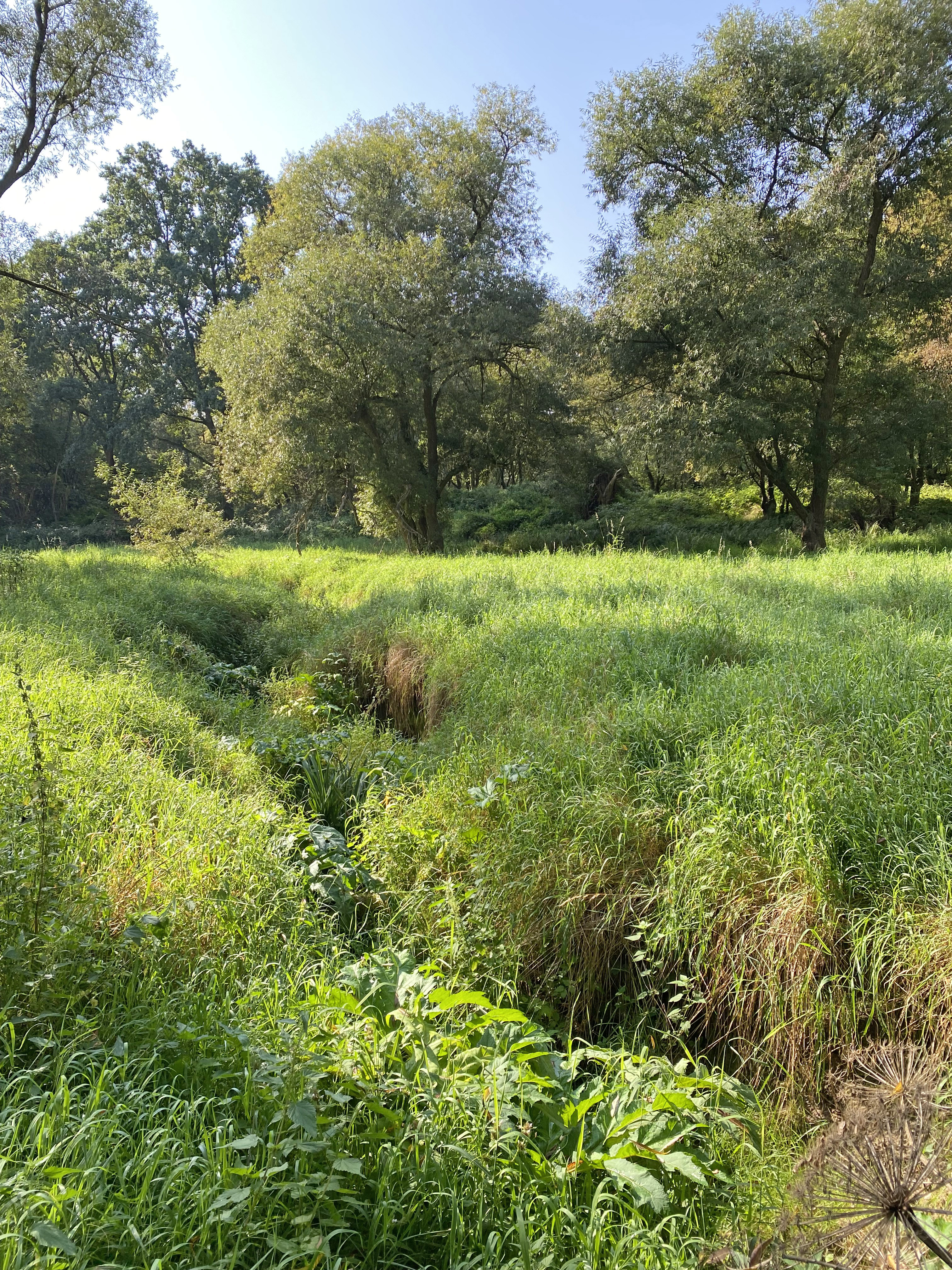
Tiefe Gräben durchziehen Feuchtgrünland
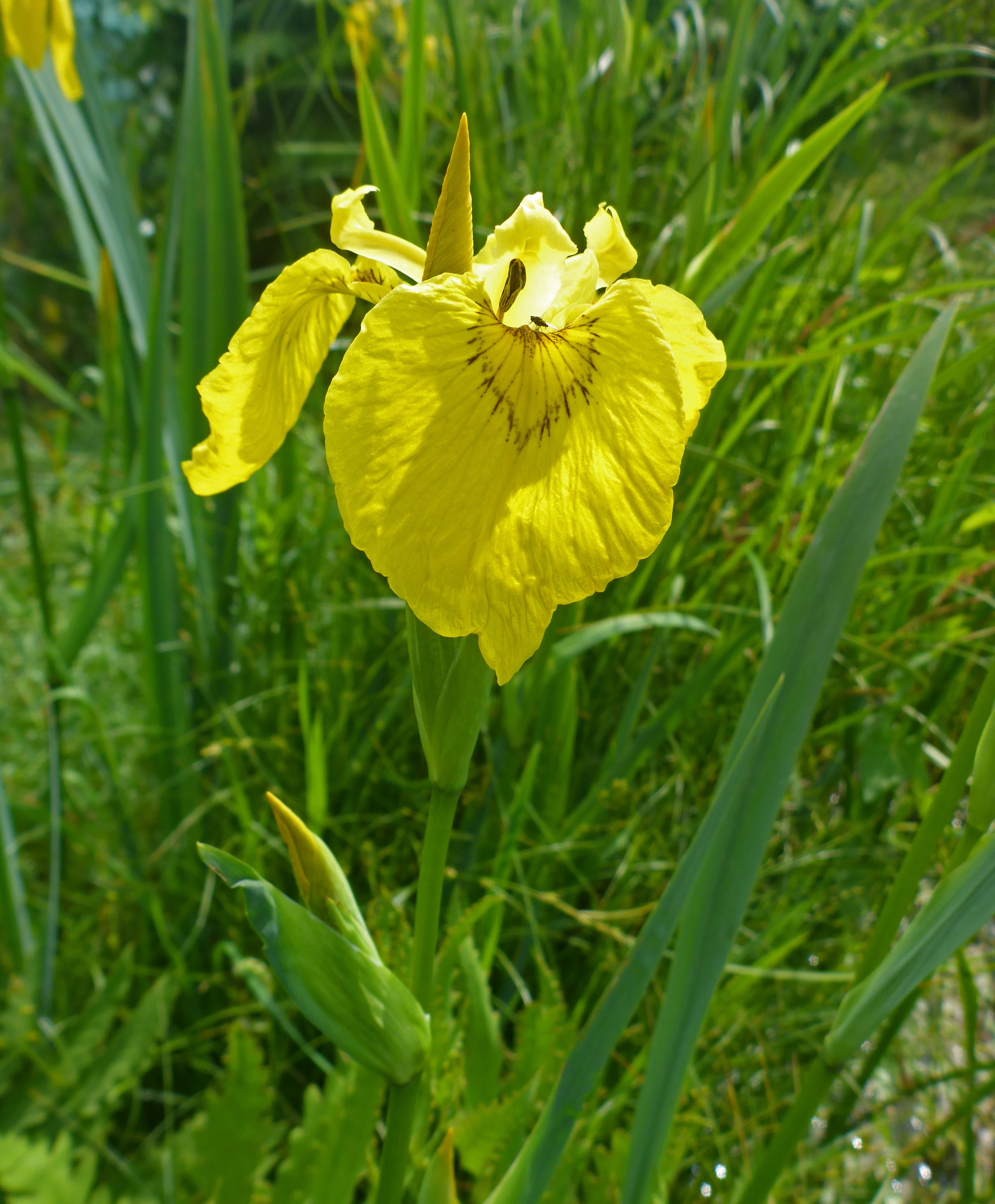
Sumpf-Schwertlilie
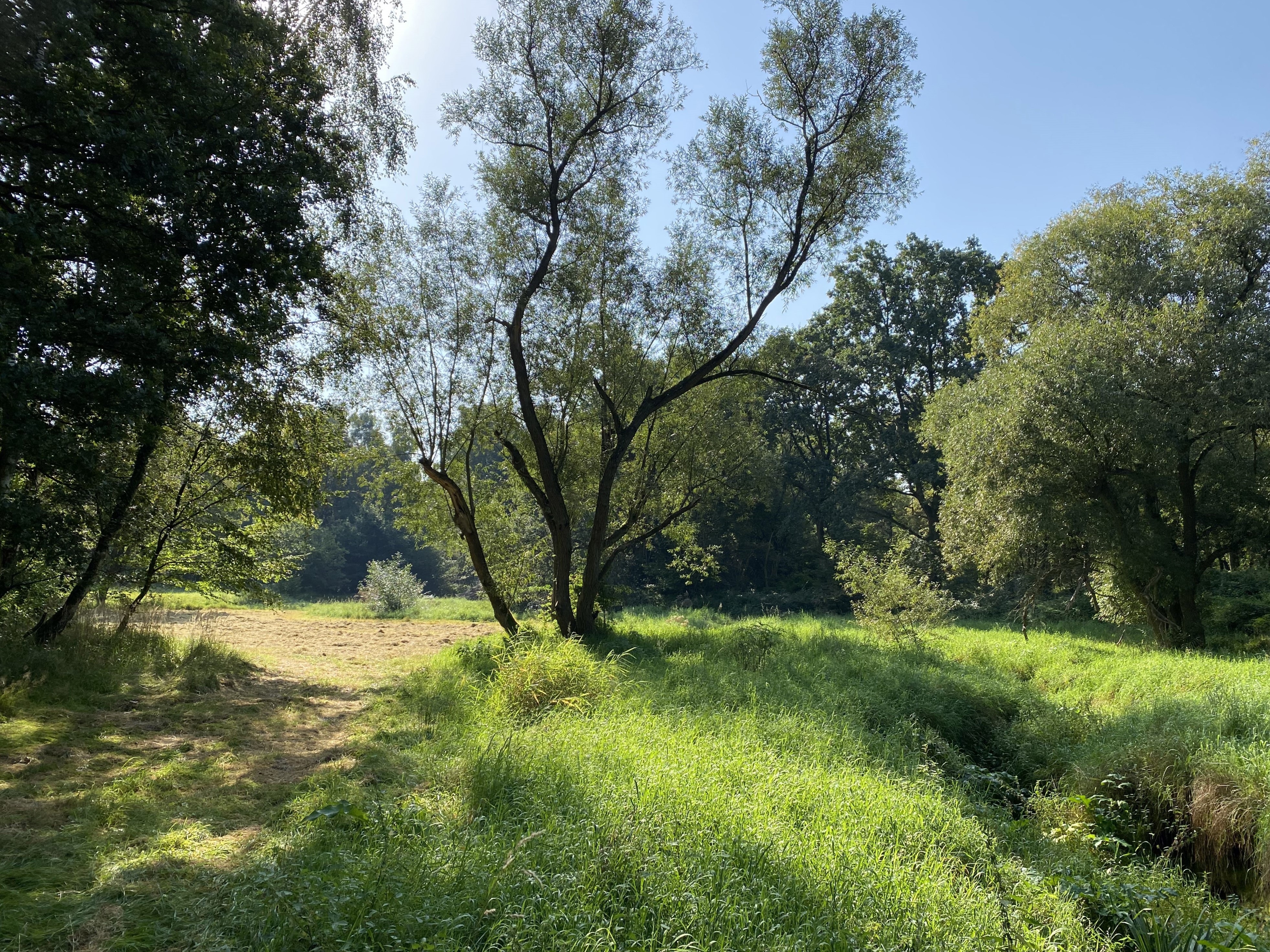
Landschaftsmosaik im Nordosten des NSG